# 奧林匹克運動會高爾夫獎牌得主列表
奧林匹克運動會高爾夫獎牌得主列表列出在夏季奥林匹克运动会高尔夫球比赛中获得奖牌的运动员。高爾夫球是現時夏季奥林匹克运动会正式比賽項目，最早曾為1900年奧運、1904年奧運正式項目；2009年10月在哥本哈根舉行的國際奧委會會議上，國際奧委會決定為2016年夏季奧運會恢復高爾夫球再次成為正式項目。
截止於2020年東京奧運會，共有十個國家及地區奪得過奧運會高爾夫球獎牌，當中以美國五金成為歷來最成功的國家，另外英國、加拿大及南韓各奪得一面金牌。

## 历届獎牌得主

### 現有比賽

#### 男子個人
| 比賽地點       | 金牌                  | 银牌                      | 铜牌                    |
| 1900年巴黎     | 查爾斯·桑德斯（美国） | 華特·拉瑟福德（英国）     | David Robertson（英国） |
| 1904年圣路易斯 | 乔治·里昂（加拿大）   | Chandler Egan（美国）     | Burt McKinnie（美国）   |
| 1904年圣路易斯 | 乔治·里昂（加拿大）   | Chandler Egan（美国）     | Francis Newton（美国）  |
| 2016年里約     | 賈斯汀·羅斯（英国）   | 亨里克·斯滕松（瑞典）     | 馬特·庫查爾（美国）     |
| 2020年東京     | 山大·蕭佛利（美国）   | 羅里·薩巴蒂尼（斯洛伐克） | 潘政琮（中华台北）      |

#### 女子個人
| 比賽地點   | 金牌                    | 银牌                     | 铜牌                |
| 1900年巴黎 | 瑪格麗特·艾伯特（美国） | Pauline Whittier（美国） | Daria Pratt（美国） |
| 2016年里約 | 朴仁妃（韩国）          | 高寶璟（新西兰）         | 馮珊珊（中国）      |
| 2020年東京 | 奈莉·科達（美国）       | 稻見萌寧（日本）         | 高寶璟（新西兰）    |

### 己廢除比賽

#### 男子团体賽
| 比賽地點       | 金牌        | 银牌        | 铜牌        |
| 1904年圣路易斯 | 美国（USA） | 美国（USA） | 美国（USA） |